# Playa La Colorada
Playa La Colorada es una playa uruguaya situada en el oeste de Montevideo sobre el Río de la Plata, caracterizada por la activiadad pesquera artesanal y su característica punta rocosa. Habilitada para baños con la certificación ISO 14001.